# BondMatch
 (avril 2025).
Si vous disposez d'ouvrages ou d'articles de référence ou si vous connaissez des sites web de qualité traitant du thème abordé ici, merci de compléter l'article en donnant les références utiles à sa vérifiabilité et en les liant à la section « Notes et références ».
BondMatch, anciennement NYSE BondMatch est le nouveau marché obligataire d'Euronext lancé le 11 juillet 2011

## Objet
NYSE BondMatch est destiné aux professionnels du marché obligataire européen : banquiers, courtiers et investisseurs institutionnels. Il permet à ces derniers de négocier quelque 1 300 obligations corporate, financières et foncières, via un carnet d’ordres transparent qui recueille exclusivement des ordres fermes.
Pour les émetteurs d’obligations, la transparence sur les prix s’étend à l’information post-trade qui est immédiatement diffusée sur Reuters et Bloomberg LP. Parallèlement, NYSE Euronext informe chaque émetteur des types d’acteurs les plus actifs sur son titre. La tarification du trading sur NYSE BondMatch étant publique, un émetteur qui rachète ses titres est en mesure d’estimer le coût de son opération.

## Périmètre
Pour être échangées sur NYSE BondMatch, les obligations doivent être libellées en euros, afficher un montant minimum de 500 millions d’euros et être en catégorie investment grade. Enfin, tous les titres doivent être cotés sur un marché réglementé en Europe et être admis en compensation par LCH.Clearnet.

## Chambres de compensation
- LCH.Clearnet